# Benjamin A. Smith II

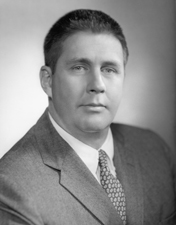
Benjamin A. Smith

Benjamin Atwood Smith II, född 26 mars 1916 i Gloucester, Massachusetts, USA, död på samma ort den 6 september 1991, var en amerikansk demokratisk politiker. Han representerade delstaten Massachusetts i USA:s senat från 27 december 1960 till 6 november 1962.
Han gick i skola i Governor Dummer Academy (numera The Governor's Academy) och studerade vid Harvard University. John F. Kennedy var hans rumskompis under studietiden vid Harvard. Smith tjänstgjorde i USA:s flotta under andra världskriget. Han var borgmästare i Gloucester, Massachusetts 1954-1955.
John F. Kennedy avgick från senaten efter att ha vunnit presidentvalet i USA 1960. Guvernör Foster Furcolo utnämnde Smith till senaten på Kennedys inrådan. Smith ställde inte upp i fyllnadsvalet i november 1962. Han efterträddes som senator av presidentens yngste bror Ted Kennedy.
Smiths grav finns på Calvary Cemetery i hemstaden Gloucester.